# USS Basilone (DD-824)
USS Basilone (DD-824/DDE-824) là một tàu khu trục lớp Gearing được Hải quân Hoa Kỳ chế tạo vào giai đoạn cuối Chiến tranh Thế giới thứ hai. Nó là chiếc tàu chiến đầu tiên của Hải quân Mỹ được đặt theo tên Trung sĩ Thủy quân Lục chiến John Basilone (1916–1945), người từng được trao tặng Huân chương Danh dự do chiến đấu anh dũng trong Trận chiến sân bay Henderson tại Guadalcanal, và sau đó được truy tặng Huân chương Chữ thập Hải quân khi tử trận trong trận Iwo Jima. Hoàn tất khi chiến tranh đã kết thúc, con tàu tiếp tục phục vụ trong giai đoạn Chiến tranh Lạnh và Chiến tranh Việt Nam cho đến khi xuất biên chế năm 1977; nó bị đánh chìm như một mục tiêu năm 1982. Basilone được tặng thưởng ba Ngôi sao Chiến trận do thành tích phục vụ trong Chiến tranh Việt Nam.

## Thiết kế và chế tạo
Basilone được đặt lườn tại xưởng tàu của hãng Consolidated Steel Corporation, Ltd ở Orange, Texas vào ngày 7 tháng 7 năm 1945. Nó được hạ thủy vào ngày 21 tháng 12 năm 1945; được đỡ đầu bởi Trung sĩ Lena Mae Basilone, vợ góa Trung sĩ John Basilone. Sau khi bị bỏ không trong hơn hai năm, con tàu được chiếc tàu kéo USS Navajo kéo từ Orange, Texas đến Quincy, Massachusetts, nơi nó được xưởng tàu Bethlehem Steel Co. cải biến thành một tàu khu trục hộ tống và mang ký hiệu lườn mới DDE-824. Nó nhập biên chế vào ngày 26 tháng 7 năm 1949 dưới quyền chỉ huy của Hạm trưởng, Trung tá Hải quân Mark E. Dennett.

## Lịch sử hoạt động

### 1949 – 1954

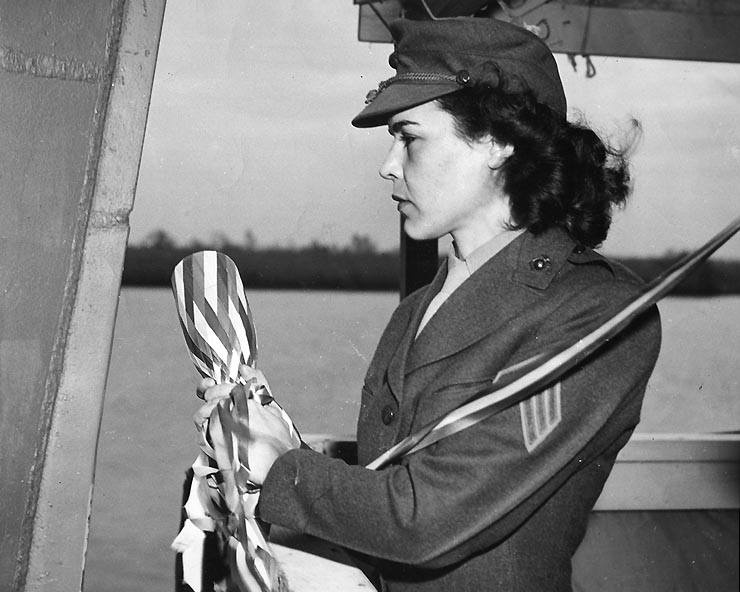
Trung sĩ Lena Mae Basilone, vợ góa của John Basilone, chuẩn bị hạ thủy USS Basilone (21 tháng 12 năm 1945)

Basilone lên đường đi vịnh Guantánamo, Cuba, nơi nó tiến hành chạy thử máy và huấn luyện vào cuối tháng 10 và tháng 11 năm 1949; nó quay trở lại khu vực New England và trải qua kỳ nghỉ lễ Giáng Sinh tại Boston, Massachusetts trước khi hoàn tất việc chạy thử máy tại khu vực Key West, Florida vào tháng 1 năm 1950. Con tàu quay trở lại Boston vào ngày 1 tháng 2 cho một đợt sửa chữa sau thử máy kéo dài bảy tuần, rồi đi đến Norfolk, Virginia vào ngày 24 tháng 3, nơi nó hoạt động tại chỗ và phục vụ cùng Trường chống tàu ngầm tại Key West trong thời gian còn lại của năm 1950 và phần lớn năm 1951. Vào cuối tháng 11 và đầu tháng 12, chiếc tàu khu trục hộ tống thực hành huấn luyện tại khu vực Tây Ấn, rồi quay trở về Norfolk, nơi nó chuẩn bị để được phái đi hoạt động tại nước ngoài.
Sau khi chất đạn dược, Basilone khởi hành từ Norfolk vào ngày 18 tháng 4 năm 1952 để hướng sang Tangier, Maroc; và trong khi hoạt động tại khu vực Địa Trung Hải vào tháng 5, nó đã viếng thăm Marseilles, Pháp; Sicily và Naples, Ý và Gibraltar trước khi lên đường quay trở về vào ngày 17 tháng 6. Sau khi ghé qua quần đảo Azores để tiếp nhiên liệu, nó về đến Norfolk vào ngày 28 tháng 6. Nó trải qua phần lớn mùa Hè tại Norfolk, ngoại trừ một lượt thực hành đổ bộ tại Onslow Beach, North Carolina vào tháng 8 và một đợt sửa chữa tại Xưởng hải quân New York trong tháng 9. Con tàu lại được phái sang Địa Trung Hải vào ngày 22 tháng 9, đi đến Tangier vào ngày 6 tháng 10, và ghé ngang qua Gibraltar trước khi gia nhập Đệ Lục hạm đội. Ngoài các hoạt động thường lệ, nó đã viếng thăm Naples; vịnh Augusta, Sicily; Cannes, Pháp; và Algiers, Algérie trước khi rời vùng Địa Trung Hải vào ngày 26 tháng 11, quay trở về nhà ngang qua Gibraltar.
Basilone về đến Norfolk vào đầu tháng 12, được nghỉ ngơi và bảo trì, rồi sang đầu năm 1953 lại tiếp nối các hoạt động thường lệ từ Norfolk cho đến đầu tháng 2, khi nó lên đường hướng xuống phía Nam đến khu vực Tây Ấn để thực tập chống tàu ngầm trong nhiều tuần lễ. Nó quay trở lại Norfolk vào cuối tháng 3 để chuẩn bị cho một lượt phục vụ khác cùng Đệ Lục hạm đội, và lại khởi hành đi sang Địa Trung Hải vào ngày 17 tháng 4. Chiếc tàu khu trục hoạt động cùng Đệ Lục hạm đội trong khoảng ba tháng, quay trở về Norfolk vào cuối tháng 6, và đi vào Xưởng hải quân Norfolk cho một lượt sửa chữa ngắn, trước khi thực hiện những chuyến đi ngắn từ cảng nhà đến Key West, Mayport, Florida và San Juan, Puerto Rico. Trong tháng 9, nó hoạt động tại chỗ từ cảng nhà Norfolk, rồi được bảo trì trong tháng 10, và được chuẩn bị cho một đợt đại tu thường lệ kéo dài ba tháng tại Xưởng hải quân Norfolk, bắt đầu từ ngày 4 tháng 11.
Hoàn tất công việc trong xưởng tàu vào ngày 11 tháng 2 năm 1954, Basilone tiếp nối nhịp điệu hoạt động thường lệ. Nó đi xuống phía Nam đến khu vực vịnh Guantánamo, Cuba để tiến hành chạy thử máy huấn luyện sau đại tu, và sau khi quay trở về Norfolk vào giữa tháng 4, nó chuẩn bị cho chuyến đi tiếp theo sang Địa Trung Hải. Khởi hành vào ngày 4 tháng 5, nó tham gia các cuộc tập trận của Đệ Lục hạm đội trong suốt mùa Hè, đồng thời viếng thăm các cảng suốt khu vực từ Algeria đến Thổ Nhĩ Kỳ, và đi đến Côte d'Azur, Pháp tham gia các lễ hội kỷ niệm 10 năm cuộc đổ bộ Normandy. Nó lên đường quay trở về Hoa Kỳ vào tháng 9, về đến Norfolk vào ngày 28 tháng 9, và sau khi được bảo trì lại tiếp nối các hoạt động dọc theo vùng bờ Đông, chủ yếu là các đợt thực hành chiến thuật ngoài khơi Virginia Capes trong tháng 11.

### 1955 - 1962
Trong tháng 2 và tháng 3, 1955, Basilone hoạt động dưới quyền Tư lệnh Chống tàu ngầm Hạm đội Đại Tây Dương trong một loạt các thử nghiệm đánh giá máy bay trực thăng chống ngầm. Nó được bảo trì tại Norfolk trong tháng 4, rồi hoạt động huấn luyện ngoài khơi Virginia Capes trong tháng 5, và từ đầu tháng 6 đến đầu tháng 8 đã thực hiện chuyến đi thực tập cho học viên sĩ quan sang vùng biển Châu Âu, viếng thăm các cảng Valencia, Tây Ban Nha; Weymouth, Anh và vịnh Guantánamo, Cuba. Quay trở về Norfolk vào ngày 4 tháng 8, nó chuẩn bị để được đại tu, nhưng công việc bị gián đoạn đến hai lần do phải di chuyển để né tránh các cơn bão. Cuối cùng nó đi vào Xưởng hải quân Philadelphia vào ngày 13 tháng 9 để bắt đầu đợt đại tu kéo dài ba tháng; công việc hoàn tất vừa kịp lúc để con tàu quay trở lại Norfolk ngay trước kỳ nghỉ lễ Giáng Sinh.
Basilone rời Norfolk vào tháng 4, 1956 cho một đợt thực tập trong vịnh Chesapeake, rồi đến cuối tháng đó đã lên đường để hoạt động huấn luyện tại khu vực Tây Ấn. Quay trở về Norfolk vào giữa tháng 6, con tàu trải qua mùa Hè năm đó thực hiện chuyến đi giới thiệu cho học viên của Học viện quân sự West Point, tiếp nối bằng chuyến đi huấn luyện cho học viên Học viện Hải quân Hoa Kỳ đến Halifax, Nova Scotia. Sang tháng 9, nó tham gia cuộc Tập trận "New Broom VI", rồi viếng thăm cảng các nước Khối NATO để thực tập chống tàu ngầm. Đến tháng 11, chiếc tàu khu trục đi sang vùng biển Địa Trung Hải để tăng cường cho lực lượng của Đệ Lục hạm đội sau khi xảy ra vụ Khủng hoảng kênh đào Suez dẫn đến xung đột. Nó quay trở về Norfolk vào giữa tháng 12.
Trong năm năm tiếp theo, Basilone tiếp tục luân phiên các lượt biệt phái sang phục vụ cùng Đệ Lục hạm đội tại Địa Trung Hải với những hoạt động thường lệ và bảo trì dọc theo vùng bờ Đông và vùng biển Tây Ấn; nó tiếp tục đặt cảng nhà tại Norfolk. Trong chuyến đi sang Địa Trung Hải vào năm 1958, nó tham gia cùng các đơn vị khác của Đệ Lục hạm đội trong hoạt động tuần tra ngoài khơi Liban vào lúc xảy ra cuộc khủng hoảng chính trị tại đất nước này.
Sau những hoạt động thực hành chống tàu ngầm trong tháng 1, 1962, Basilone đi đến vùng biển ngoài khơi Mayport, Florida để chuẩn bị tham gia vào việc thu hồi tàu không gian Mercury-Atlas 6, vốn sẽ là chuyến bay đưa nhà du hành John Glenn lên quỹ đạo trái đất trong khuôn khổ Chương trình Mercury; tuy nhiên chiếc tàu khu trục phải quay trở về do chuyến bay bị hoãn lại do những yếu tố kỹ thuật và thời tiết. Con tàu lại khởi hành từ Norfolk vào ngày 17 tháng 2, cùng với Hải đội Khu trục 36 gặp gỡ tàu sân bay Wasp cho chuyến đi vượt Đại Tây Dương. Đội đặc nhiệm đã tạm dừng tại khu vực Bermuda nhằm hỗ trợ cho việc thu hồi tàu không gian "Friendship 7" của Đại tá John Glenn trước khi tiếp tục hành trình đi sang Châu Âu.
Sau khi ghé qua Portsmouth, Anh từ ngày 28 tháng 2 đến ngày 7 tháng 3 và Rotterdam, Hà Lan từ ngày 15 đến ngày 22 tháng 3, đội đặc nhiệm của Basilone vượt Bắc Hải để viếng thăm Glasgow, Scotland từ ngày 30 tháng 3 đến ngày 5 tháng 4, và tập trận tại vùng biển lân cận cho đến ngày 8 tháng 4, khi lực lượng thả neo tại Moville, Ireland. Sau khi viếng thăm Plymouth từ ngày 12 đến ngày 24 tháng 4, họ lại vượt Bắc Hải vào đầu tháng 5, và viếng thăm Flensburg, Tây Đức từ ngày 4 đến ngày 14 tháng 5, rồi trải qua một tuần tại Moss, Na Uy từ ngày 21 đến ngày 28 tháng 5. Lực lượng đã thực hành tập trận trên biển trước khi quay trở về Norfolk vào ngày 16 tháng 6.
Basilone ở lại cảng Norfolk cho đến đầu tháng 8. Nó tiếp nối những hoạt động tại chỗ thường lệ từ ngày 7 tháng 8, khi nó được xếp lại lớp như một tàu khu trục và lấy lại ký hiệu lườn cũ DD-824. Nó thực hành chống tàu ngầm cùng với tàu sân bay Wasp và tàu ngầm Scorpion (SSN-589), rồi viếng thăm New York từ ngày 18 đến ngày 22 tháng 8. Nó thực hành huấn luyện tại khu vực Virginia Capes từ ngày 23 tháng 8 đến ngày 24 tháng 9, và đến cuối tháng 9 đã lên đường từ Norfolk cho chuyến đi thực hành và tập trận kéo dài tại khu vực Tây Ấn. Việc Liên Xô bố trí những tên lửa đạn đạo tầm trung mang đầu đạn hạt nhân tại Cuba, đã khiến vụ Khủng hoảng tên lửa Cuba bùng nổ vào giữa tháng 10, vào lúc con tàu còn đang huấn luyện tại khu vực vịnh Guantánamo. Nó lập tức tham gia lực lượng hải quân để "cô lập" hàng hải hòn đảo này từ ngày 24 tháng 10 đến ngày 18 tháng 11, 1962, nhằm gây sức ép lên Liên Xô và Cuba, cho đến khi đạt được thỏa thuận ngoại giao giải quyết vụ khủng hoảng. Nó quay trở về Norfolk vào cuối năm 1962.

### 1963 - 1966
Sau khi trải qua kỳ nghỉ lễ cuối năm trong cảng, Basilone tiếp nối các hoạt động tại chỗ từ giữa tháng 1, 1963. Đến giữa tháng 2, nó quay trở lại khu vực Tây Ấn và hoạt động thực hành huấn luyện gần Puerto Rico, trước khi quay trở về Norfolk vào ngày 21 tháng 3. Con tàu tiếp tục hoạt động tại chỗ cho đến tháng 6, khi nó lên đường đi đến một vị trí tại vùng biển Bắc Đại Tây Dương ngoài khơi Ireland, đảm nhiệm vai trò cột mốc dẫn đường phục vụ cho chuyến bay đưa Tổng thống John F. Kennedy đi sang Châu Âu. Đang khi làm nhiệm vụ này, con tàu chịu đựng một cơn bão tại khu vực Bắc Đại Tây Dương với những cơn sóng cao đến 100 ft (30 m); khiến lườn tàu bị một vết nứt lớn và con tàu bị ngập nước với tốc độ 600 gal Mỹ (2,3 m3) mỗi giờ và càng lúc càng nghiêm trọng. Những nỗ lực tìm cách hàn lại vết nứt bị thất bại, và ý định đi đến sửa chữa khẩn cấp tại một xưởng tàu ở Londonderry, Ireland cách đó 400 nmi (740 km) bị từ chối. Chiếc tàu khu trục được lệnh ở lại tại chỗ cho đến khi máy bay Air Force One nhận được tín hiệu dẫn đường của nó vào ngày 25 tháng 6, rồi lập tức quay trở về Norfolk, Virginia để sửa chữa. Tuy nhiên việc sửa chữa cặp bên cầu tàu đã không thành công, nên nó lại phải chuyển đến Xưởng hải quân Portsmouth để sửa chữa trong ụ tàu.
Basilone khởi hành từ Norfolk vào ngày 27 tháng 7 để đi đến Xưởng hải quân Philadelphia. Tại đây từ tháng 7, 1963 đến ngày 26 tháng 4, 1964, nó được đại tu và nâng cấp trong khuôn khổ Chương trình Hồi sinh và Hiện đại hóa Hạm đội (FRAM Fleet Rehabilitation and Modernization). Sau khi công việc hoàn tất, nó chuyển cảng nhà đến Newport, Rhode Island vào ngày 1 tháng 5, rồi tiến hành chạy thử máy huấn luyện trong ba tuần ngoài khơi Newport và Norfolk. Nó rời Newport vào ngày 18 tháng 5, đảm nhiệm vai trò trường huấn luyện sonar tại Key West trên đường đi sang quần đảo Tây Ấn. Tại đây nó tiến hành huấn luyện ôn tập trong tháng 6 và nữa đầu tháng 7. Khi quay trở về Newport vào ngày 24 tháng 7, con tàu được nghỉ ngơi và bảo trì tiếp liệu trong ba tuần.
Vào tháng 8 và tháng 9, Basilone tham gia các đợt thực hành chống tàu ngầm bao gồm hai cuộc tập trận hạm đội. Những hoạt động bảo trì và nhiệm vụ trường sonar hạm đội tại Key West đươc tiếp nối cho đến khi nó lên đường đi vịnh Guantánamo, Cuba để hoạt động như tàu hỗ trợ hải pháo vào cuối tháng 10. Sau ba tuần bảo trì và tiếp liệu tại Basilone, nó lên đường vào ngày 27 tháng 11 cho một lượt hoạt động cùng Đệ Lục hạm đội kéo dài bốn tháng. Nó chủ yếu phục vụ hộ tống cho một đội đặc nhiệm tàu sân bay tại khu vực Tây Địa Trung Hải, và vếng thăm các cảng Tây Ban Nha, Ý và Majorca. Sau khi quay trở về Norfolk vào tháng 3, 1965, con tàu được bảo trì và sửa chữa, đồng thời được bổ sung một hệ thống máy bay trực thăng không người lái chống tàu ngầm Gyrodyne QH-50 DASH; công việc trong xưởng tàu kéo dài đến đầu tháng 6. Từ cuối tháng 6 đến đầu tháng 9, chiếc tàu khu trục tiến hành những chuyến đi thực tập mùa Hè cho học viên sĩ quan, đồng thời tham gia nhiều cuộc thực tập chống tàu ngầm, thường là phối hợp với các đơn vị Hải quân Hoàng gia Anh, Canada và Đức. Đang khi bảo trì tại Newport trong thời gian còn lại của năm 1965, nó vẫn được huy động tham gia vào chuyến bay Gemini VI (bị hủy bỏ) vào tháng 10, và tham gia cuộc tập trận chống tàu ngầm và đổ bộ của Hạm đội Đại Tây Dương vào đầu tháng 12.
Basilone khởi hành từ Newport vào ngày 19 tháng 1, 1966, và băng qua kênh đào Panama vào ngày 26 tháng 1 cho một đợt biệt phái sang phục vụ lâu dài tại Viễn Đông. Nó gia nhập Lực lượng Đặc nhiệm 77 tại Trạm Dixie ngoài khơi bờ biển Nam Việt Nam, và sau mười ngày phục vụ canh phòng máy bay cho tàu sân bay Ticonderoga (CVA-14), nó áp sát bờ biển để bắn hỗ trợ hải pháo tại khu vực tác chiến của Quân đoàn IV từ ngày 14 đến ngày 19 tháng 3. Sau đó là một giai đoạn ngắn làm nhiệm vụ cột mốc radar trong vịnh Bắc Bộ trước khi con tàu lên đường đi vịnh Subic, Philippines và Hong Kong để nghỉ ngơi và tiếp liệu. Nó gia nhập trở lại cùng Ticonderoga vào ngày 9 tháng 4, và cùng chiếc tàu sân bay hoạt động trong hai tuần tại Trạm Yankee ngoài khơi vùng biển Bắc Việt Nam.
Basilone được nghỉ ngơi trong 15 ngày tại cảng Cao Hùng, Đài Loan trước khi lên đường vào ngày 7 tháng 5, đi đến khu vực tác chiến của Quân đoàn II để hỗ trợ hải pháo, bao gồm một chuyến đi ngược dòng sông Sài Gòn để bắn phá các mục tiêu đối phương vào ngày 24 tháng 5. Nó tiếp tục bắn hải pháo hỗ trợ một chiến dịch không kích và đổ bộ xuống một vị trí tập trung quân đối phương trước khi đi sang Đài Loan để tiếp liệu và bảo trì. Nó quay trở lại khu vực Quân đoàn II vào ngày 10 tháng 6, thường xuyên được yêu cầu hỗ trợ hỏa lực cho trận chiến trên bộ, cho đến khi lên đường quay trở về vịnh Subic vào ngày 4 tháng 7, nhằm chuẩn bị cho hành trình quay trở về Hoa Kỳ. Đi ngang qua kênh đào Suez và Gibraltar, nó hoàn tất một chuyến đi vòng quanh thế giới khi về đến Newport vào ngày 17 tháng 8. Chiếc tàu khu trục dành ra một tháng tiếp theo để sửa chữa, bảo trì và nghỉ ngơi trước khi tiếp nối việc thực hành chống tàu ngầm. Trong thời gian còn lại của năm 1966, nó chỉ ngắt quãng nhịp điệu này khi có chuyến viếng thăm Bermuda vào giữa tháng 11, và một tập trận quy mô lớn của Hạm đội Đại Tây Dương.

### 1967 - 1970
Vào tháng 1, 1967, Basilone đã tiến hành hai lượt thực hành huấn luyện tại khu vực Virginia Capes; sau đó nó được bảo trì cặp bên mạn tàu tiếp liệu khu trục Grand Canyon (AD-28) trong hai tuần trước khi lên đường vào ngày 13 tháng 2 để hoạt động huấn luyện ôn tập. Nó đi vào Xưởng hải quân Boston vào ngày 10 tháng 3 để thay thế một bệ pháo 5-inch vốn đã bị hư hại nặng do một cơn bão vào tháng 11 trước đó, rồi lên đường đi Newport vào ngày 11 tháng 4 nhằm chuẩn bị cho lượt hoạt động tiếp theo cùng Đệ Lục hạm đội tại Địa Trung Hải.
Lên đường đi sang vùng biển Châu Âu vào ngày 2 tháng 5, Basilone đi đến Gibraltar chín ngày sau đó và tiếp tục hành trình vào ngày hôm sau để hướng đến khu vực phía Nam nước Ý. Khi căng thẳng giữa Ai Cập và Israel tiếp tục gia tăng tại Trung Đông, vốn sẽ dẫn đến cuộc Chiến tranh Sáu Ngày, con tàu gia nhập Đệ Lục hạm đội trong tình trạng báo động. Nó ghé đến vịnh Souda, Crete vào ngày 9 tháng 6, sau gần một tháng di chuyển trên biển, để đón lên tàu những học viên sĩ quan trong một đợt thực tập huấn luyện, rồi tiếp tục phục vụ cùng Lực lượng Đặc nhiệm 60 ngoài khơi Crete trong suốt một tháng tiếp theo, ngoại trừ những lần ghé vịnh Souda và cảng Valletta, Malta. Vào ngày 3 tháng 7, một sự cố của máy phát điện buộc con tàu phải ghé vào Crete để sửa chữa, nhưng trong gần suốt tháng 7 nó hoạt động tuần tra như là chiếc tàu chiến Hoa Kỳ duy nhất có mặt tại khu vực, cho đến khi được thay phiên vào ngày 23 tháng 7. Con tàu tiếp tục các hoạt động khảo sát chống ngầm và ghé thăm các cảng Pháp, Menorca và Malta trước khi rời cảng Rota, Tây Ban Nha vào ngày 12 tháng 9 để quay trở về nhà. Khi về đến Newport, nó tiếp tục những hoạt động thường lệ, đồng thời phục vụ như tàu huấn luyện chống ngầm tại Key West, Florida.
Tại Newport từ ngày 11 tháng 12, Basilone cặp bên mạn tàu tiếp liệu khu trục Cascade (AD-16) để được bảo trì, nhằm chuẩn bị cho một đợt đại tu tại Xưởng hải quân Boston, vốn được bắt đầu từ ngày 11 tháng 1, 1968. Ngoài những sửa chữa thường lệ, nó được nâng cấp những thiết bị liên lạc, điện tử và sonar trước khi quay trở lại Newport vào ngày 21 tháng 5. Nó tiến hành huấn luyện ôn tập tại khu vực vịnh Guantánamo, Cuba trong tháng 6 và tháng 7, rồi quay trở về Newport để bảo trì, tiếp liệu và thực hành nhằm chuẩn bị cho lượt biệt phái sang phục vụ cùng Đệ Thất hạm đội tại khu vực Tây Thái Bình Dương. Tuy nhiên thay vào đó, nó lại được lệnh phái sang phục vụ cùng Đệ Lục hạm đội.
Basilone khởi hành từ Newport vào ngày 5 tháng 9, và đã thay phiên cho tàu khu trục Gearing tại Majorca vào ngày 16 tháng 9. Sau khi ở lại cảng Malta trong năm ngày, nó lên đường theo dõi hoạt động của chiếc tàu sân bay trực thăng Moskva, thu thấp thông tin về đặc tính hoạt động và thông tin liên lạc, cho đến khi con tàu Liên Xô băng qua eo biển Dardanelles ngày 4 tháng 11. Chiếc tàu khu trục đi đến cảng Kavála, Hy Lạp và ở lại trong một tuần, rồi tham gia một cuộc tập trận của Khối NATO trong biển Aegean trước khi quay trở lại Majorca. Nó đi đến Naples vào ngày 7 tháng 12, nơi nó được bảo trì và tiếp liệu trong 12 ngày, rồi tham gia cuộc Tập trận Lafayette trước đi đến Cannes để mừng năm mới 1969 tại cảng Pháp này.
Rời cảng vào ngày 3 tháng 1, 1969, Basilone hoạt động cùng đội đặc nhiệm trong mười ngày, rồi viếng thăm Tunis trước khi đi đến Majorca để được thay phiên vào ngày 18 tháng 1. Về đến Newport vào ngày 30 tháng 1, nó được nghỉ ngơi, bảo trì và sửa chữa cặp bên mạn tàu tiếp liệu khu trục Puget Sound (AD-38). Nó bắt đầu phục vụ như tàu huấn luyện cho Trường Khu trục Hạm đội từ ngày 13 tháng 3, hoàn tất nhiệm vụ vào ngày 8 tháng 4, rồi quay trở về Newport cho một lượt bảo trì khác. Sự cố động cơ gặp trục trặc khiến nó trì hoãn việc khởi hành cho đến ngày 19 tháng 5, khi nó lên đường tham gia cuộc tập trận hạm đội, bao gồm một cuộc tập trận trong khuôn khổ Khối NATO. Con tàu trải qua một lượt bảo trì khác từ ngày 13 tháng 6 đến ngày 22 tháng 7, và sau đó nó tham gia thực hành chống tàu ngầm cùng các đơn vị thuộc Đệ Nhị hạm đội, và thực tập phóng như lôi và tên lửa chống ngầm tại khu vực Tây Ấn. Khi quay trở về Newport vào ngày 26 tháng 8, nó được bảo trì trong ba tuần nhằm chuẩn bị cho việc được phái sang phục vụ cùng Đệ Thất hạm đội. Tuy nhiên thay vào đó, nó lại được thông báo sẽ được phái sang cùng Đệ Lục hạm đội; và phải ở lại cảng để sửa chữa nồi hơi gặp trục trặc, kéo dài cho đến ngày 11 tháng 11. Con tàu lên đường vào ngày hôm sau để đi sang Địa Trung Hải, thay phiên cho tàu khu trục Ault (DD-698) vào ngày 21 tháng 11. Ngoài những hoạt động thường lệ cùng hạm đội, nó đã viếng thăm các cảng Malta; Tunis; İzmir, Thổ Nhĩ Kỳ; Athens, Hy Lạp; và Naples, Ý.
Sau khi quay trở về Newport vào ngày 22 tháng 5, 1970, Basilone trải qua hai tháng tiếp theo được nghỉ ngơi, bảo trì và sửa chữa. Ngoại trừ một lượt được phái đi phục vụ chống tàu ngầm cho chiếc tàu ngầm Tullibee (SSN-597) kéo dài trong hai ngày vào cuối tháng 7, và viếng thăm thành phố New York vào đầu tháng 8, nó tiếp tục ở lại Newport, tiếp đón gia đình của thủy thủ đoàn, cùng thành viên và học viên của Trường Cao đẳng Chiến tranh Hải quân đến dự khán giải đua thuyền buồm America's Cup năm 1970. Vào ngày 23 tháng 9, chiếc tàu khu trục lại lên đường đi sang khu vực Đông Địa Trung Hải và gia nhập Đệ Lục hạm đội vào ngày 2 tháng 10, nơi nó tuần tra đề phòng bất trắc sau khi xảy ra sự kiện Tháng Chín Đen tại Jordan, khi Tổ chức Giải phóng Palestine (PLO) với sự hậu thuẩn của Syria âm mưu ám sát Vua Hussein và lật đổ Vương triều Hashemite. Ngoài những hoạt động thường lệ cùng hạm đội, nó đã viếng thăm các cảng Crete, Athens, Naples và Majorca. Nó gia nhập trở lại Đệ Nhị hạm đội vào ngày 2 tháng 11, và về đến Newport vào ngày 8 tháng 11, nơi thủy thủ đoàn được nghỉ phép và con tàu được bảo trì.

### 1971 - 1973
Vào đầu năm 1971, Basilone đã hai lần viếng thăm quần đảo Bahamas. Nó tham gia một đợt thực hành chống tàu ngầm ngoài khơi đảo Andros kéo dài trong hai tuần vào đầu tháng 2, và hoạt động trong khuôn khổ một dự án của Tư lệnh Tác chiến Hải quân nhằm thử nghiệm đánh giá ngư lôi Mark 48 kéo dài trong ba tuần vào cuối tháng 4 và đầu tháng 5. Ngoài một đợt huấn luyện ngắn tại Norfolk trong tháng 5, chiếc tàu khu trục ở lại cảng Newport cho đến ngày 16 tháng 8, khi nó chuẩn bị cho đợt đại tu tại Xưởng hải quân Boston. Hoàn tất công việc xưởng tàu vào ngày 24 tháng 11, con tàu tiếp tục đi đến khu vực Bahamas để thực hành và thử nghiệm vũ khí. Nó quay trở về Newport vào ngày 15 tháng 12 để được nghỉ ngơi và bảo trì.
Vào ngày 3 tháng 1, 1972, Basilone lên đường đi sang vùng biển Tây Ấn để huấn luyện ôn tập, rồi quay trở về Newport vào ngày 13 tháng 2. Ngoại trừ một đợt huấn luyện ngoài khơi Virginia Capes vào cuối tháng 4, nó tiếp tục ở lại cảng nhà cho đến cuối tháng 5 nhằm chuẩn bị cho lượt biệt phái phục vụ tiếp theo. Cùng với tàu khu trục Warrington (DD-843) và các tàu khu trục hộ tống Trippe (DE-1075) và Joseph Hewes (DE-1078), nó lên đường đi sang Viễn Đông vào ngày 5 tháng 6, băng qua kênh đào Panama vào ngày 10 tháng 6 và có các chặng dừng tại Oahu và Guam. Đi đến vịnh Subic, Philippines vào đúng Ngày Độc lập Hoa Kỳ, nó bắt đầu phục vụ cùng Đệ Thất hạm đội, và đi đến vùng biển Việt Nam vào ngày 7 tháng 7.
Sau 16 ngày làm nhiệm vụ canh phòng máy bay cho Oriskany (CVA-34), Basilone tách khỏi đội đặc nhiệm tàu sân bay vào ngày 23 tháng 7 để áp sát bờ biển Việt Nam gần Khu phi quân sự, gia nhập Đơn vị Đặc nhiệm 70.8.2 làm nhiệm vụ hỗ trợ hải pháo, và đã hoạt động bắn pháo theo yêu cầu để hỗ trợ cho hoạt động tác chiến của các đơn vị trên bộ. Hoàn tất vai trò này vào ngày 29 tháng 7, con tàu di chuyển đến vịnh Bắc Bộ để cùng các tàu khu trục Towers (DDG-9) và Henry B. Wilson (DDG-7) làm nhiệm vụ đặc biệt. Ba ngày sau đó, nó gia nhập cùng tàu tuần dương England (DLG-22) tại trạm SAR phía Bắc và phục vụ trong vai trò tìm kiếm và giải cứu cho đến ngày 8 tháng 8. Vào ngày 10 tháng 8, sau hai ngày hoạt động cùng tàu khu trục Dewey (DLG-14), nó rời vùng biển Việt Nam để đi sang Philippines.
Chỉ ít lâu sau khi đi đến vịnh Subic, Basilone nhận lệnh đi sang phục vụ tại khu vực Ấn Độ Dương. Nó cùng Trippe rời vịnh Subic vào ngày 16 tháng 8, đi ngang qua Singapore và Sri Lanka để đến Manama, Bahrain và gia nhập cùng Lực lượng Trung Đông tại đây. Trong ba tháng tiếp theo nó viếng thăm thiện chí các cảng Jidda, Saudi Arabia; Massawa và Asmara, Ethiopia; Karachi, Pakistan; Djibouti tại Somaliland thuộc Pháp; và Mombasa, Kenya. Tại Mombasa vào đầu tháng 11, nó được tàu khu trục Charles R. Ware (DD-865) thay phiên, và bắt đầu một hành trình dài quay để trở về vùng bờ Đông Hoa Kỳ. Sau hành trình đi ngang qua Lourenço Marques, Mozambique; Luanda, Angola; Dakar, Senegal; và Bermuda, nó về đến Newport vào ngày 2 tháng 12.
Basilone ở lại cảng Newport cho đến tháng 1, 1973, và bắt đầu hoạt động tại chỗ từ đầu tháng 2. Đang khi thực hành huấn luyện trên đường đi ngoài khơi Virginia Capes vào xế trưa ngày 5 tháng 2, một tai nạn nổ nồi hơi đã khiến bảy thành viên thủy thủ đoàn thiệt mạng. Nó quay trở về Newport và ở lại cảng cho đến ngày 20 tháng 3, khi nó được kéo đến Xưởng hải quân Boston để sửa chữa, công việc trong xưởng tàu kéo dài mất bốn tháng. Sau khi hoàn tất, nó quay trở lại Newport vào ngày 30 tháng 7, và thực hành huấn luyện cùng với tàu ngầm Pargo (SSN-650) từ ngày 8 tháng 8. Sau một đợt huấn luyện ôn tập tại khu vực vịnh Guantánamo, Cuba, nó đi đến Newport trong hai tuần trước khi chuyển cảng nhà đến Norfolk, Virginia từ ngày 1 tháng 10. Vào cuối tháng 11 và đầu tháng 12, chiếc tàu khu trục tham gia tập trận cùng Hạm đội Đại Tây Dương.

### 1974 - 1977
Rời Norfolk vào ngày 4 tháng 1, 1974, Basilone được phái sang khu vực Địa Trung Hải cho một lượt hoạt động kéo dài sáu tháng. Nó gia nhập Lực lượng Đặc nhiệm 60 trực thuộc Đệ Lục hạm đội vào ngày 21 tháng 1, và thực hành huấn luyện chống tàu ngầm và phản công điện tử. Trong hai tháng từ ngày 3 tháng 2 đến ngày 3 tháng 4, nó được sửa chữa những rò rỉ trên lườn tàu tại Xưởng tàu Hellenic, Skaramangas, Hy Lạp; sau đó nó viếng thăm Palma trong hai tuần vào giữa tháng 4 trước khi tham gia thực hành trong Khối NATO kéo dài hai tuần. Khi quay trở về Norfolk vào ngày 3 tháng 7, con tàu được nghỉ ngơi và bảo trì trong bốn tháng, rồi lên đường vào ngày 2 tháng 11 cho một cuộc tập trận hạm đội. Tuy nhiên những trục trặc động cơ buộc nó phải đi đến Mayport để sửa chữa. Con tàu quay trở về Norfolk vào ngày 19 tháng 12, nơi nó trải qua ba tháng được bảo trì cặp bên mạn tàu tiếp liệu khu trục Puget Sound (AD-38) trong những tháng đầu năm 1975.
Hoàn tất việc chạy thử máy vào ngày 15 tháng 4, 1975, Basilone thực hành huấn luyện cùng với Đệ Nhị hạm đội cho đến cuối tháng đó. Sau một tháng chuẩn bị, nó lại khởi hành vào ngày 12 tháng 6 để đi sang khu vực Địa Trung Hải, và sau chuyến đi kéo dài mười ngày đã gia nhập cùng tàu sân bay John F. Kennedy (CV-67). Nó tham gia các hoạt động của chiếc tàu sân bay, và đã giúp vào việc tìm kiếm năm thành viên đội bay thuộc hai máy bay bị rơi xuống biển sau một tai nạn va chạm. Sau khi được nghỉ ngơi tại Sicily và Naples trong tháng 7, nó tiếp tục tham gia cuộc tập trận trong Khối NATO kéo dài một tuần trong tháng 8, tiếp nối bởi những hoạt động tại khu vực Đông Địa Trung Hải vào đầu tháng 9 và thực hành với Đệ Lục hạm đội vào cuối tháng 9 và đầu tháng 10. Chiếc tàu khu trục viếng thăm cảng Toulon, Pháp trong tháng 11 và thực hành cùng các đơn vị của Hải quân Pháp; rồi viếng thăm Barcelona từ ngày 4 đến ngày 9 tháng 12. Nó đi đến cảng Rota, Tây Ban Nha từ ngày đến ngày 10 đến ngày 12 tháng 12 trước khi lên đường quay trở về nhà, về đến Norfolk vào ngày 22 tháng 12.
Sau bốn tuần lễ được nghỉ ngơi và tiếp liệu, Basilone thực hành huấn luyện cùng với tàu sân bay America (CV-66) tại khu vực ngoài khơi Virginia Capes vào nữa cuối tháng 1, 1976. Nó được bảo trì trong tháng 2, rồi tiếp tục thực hành huấn luyện tại vùng biển Jacksonville, Florida cùng với tàu sân bay Nimitz (CVN-68) trong tháng 3. Chiếc tàu khu trục quay trở về Norfolk để bảo trì và thanh tra trong tháng 4 và tháng 5, rồi sang tháng 6 lại tiếp tục hoạt động huấn luyện cho đến khi gặp trục trặc máy phát điện, buộc con tàu phải ghé đến Roosevelt Roads, Puerto Rico vào ngày 20 tháng 6 để sửa chữa. Con tàu viếng thăm Miami, Florida và Eastport, Maine trước khi tiếp tục hoạt động huấn luyện vào ngày 6 tháng 7, và đã có những sửa chữa nhỏ tại Mayport trước khi quay trở về Norfolk vào ngày 23 tháng 7. Việc sửa chữa, bảo trì và tiếp liệu trong cảng kéo dài cho đến ngày 4 tháng 11, và nó lên đường vào ngày 15 tháng 11 cho một lượt thực hành kéo dài tám ngày. Con tàu được bổ sung thiết bị sonar mới vào ngày 29 tháng 11, rồi đi vào xưởng tàu của hãng Bethlehem Steel Shipyard vào ngày 2 tháng 12, nơi nó được sửa chữa trong gần ba tuần.
Quay trở về Norfolk, Basilone chuẩn bị cho lượt biệt phái phục vụ sang Địa Trung Hải lần sau cùng. Khởi hành từ Norfolk vào ngày 15 tháng 1, 1977, nó ghé qua Rota trước khi tiếp tục hành trình, đi đến Naples vào ngày 4 tháng 2. Con tàu được bổ sung thiết bị tình báo và nhân sự thông tin liên lạc, rồi lên đường đi đến Xưởng tàu Skaramangas gần Athens để sửa chữa trục chân vịt bên mạn trái. Sau ba tuần sửa chữa, nó lên đường vào ngày 7 tháng 3 để viếng thăm Thổ Nhĩ Kỳ, rồi tham gia các đợt thực hành của Đệ Lục hạm đội và với tàu chiến trong Khối NATO vào cuối tháng 3 và đầu tháng 4. Nó được bảo trì trong mười ngày tại Naples, rồi tiếp nối các hoạt động thực hành tập trận cùng Đệ Lục hạm đội và Khối NATO, xen kẻ với những chuyến viếng thăm cảng vào bảo trì tại Hy Lạp; Genoa, Ý; Corsica; Sicily; và Majorca. Con tàu rời khu vực Địa Trung Hải vào ngày 22 tháng 7, và về đến Norfolk vào ngày 1 tháng 8.

### Xuất biên chế và loại bỏ
Basilone chính thức được cho xuất biên chế tại Norfolk vào ngày 1 tháng 11, 1977, đồng thời cũng được rút tên khỏi danh sách Đăng bạ Hải quân. Sau khi phục vụ như mục tiêu để thực hành bắn tên lửa, nó bị đánh chìm vào ngày 9 tháng 4, 1982 tại Đại Tây Dương, ở vị trí khoảng 80 mi (130 km) về phía Đông St. Augustine, Florida, tại tọa độ 29°52′B 79°58′T / 29,867°B 79,967°T.

## Phần thưởng
Basilone được tặng thưởng ba Ngôi sao Chiến trận do thành tích phục vụ trong Chiến tranh Việt Nam.